# Trans Adriatic Pipeline

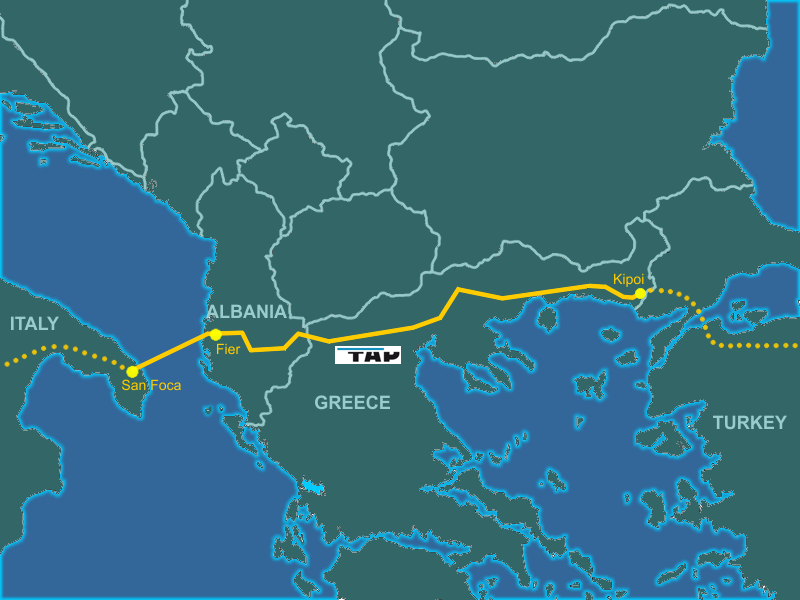
Trans Adriatic Pipeline

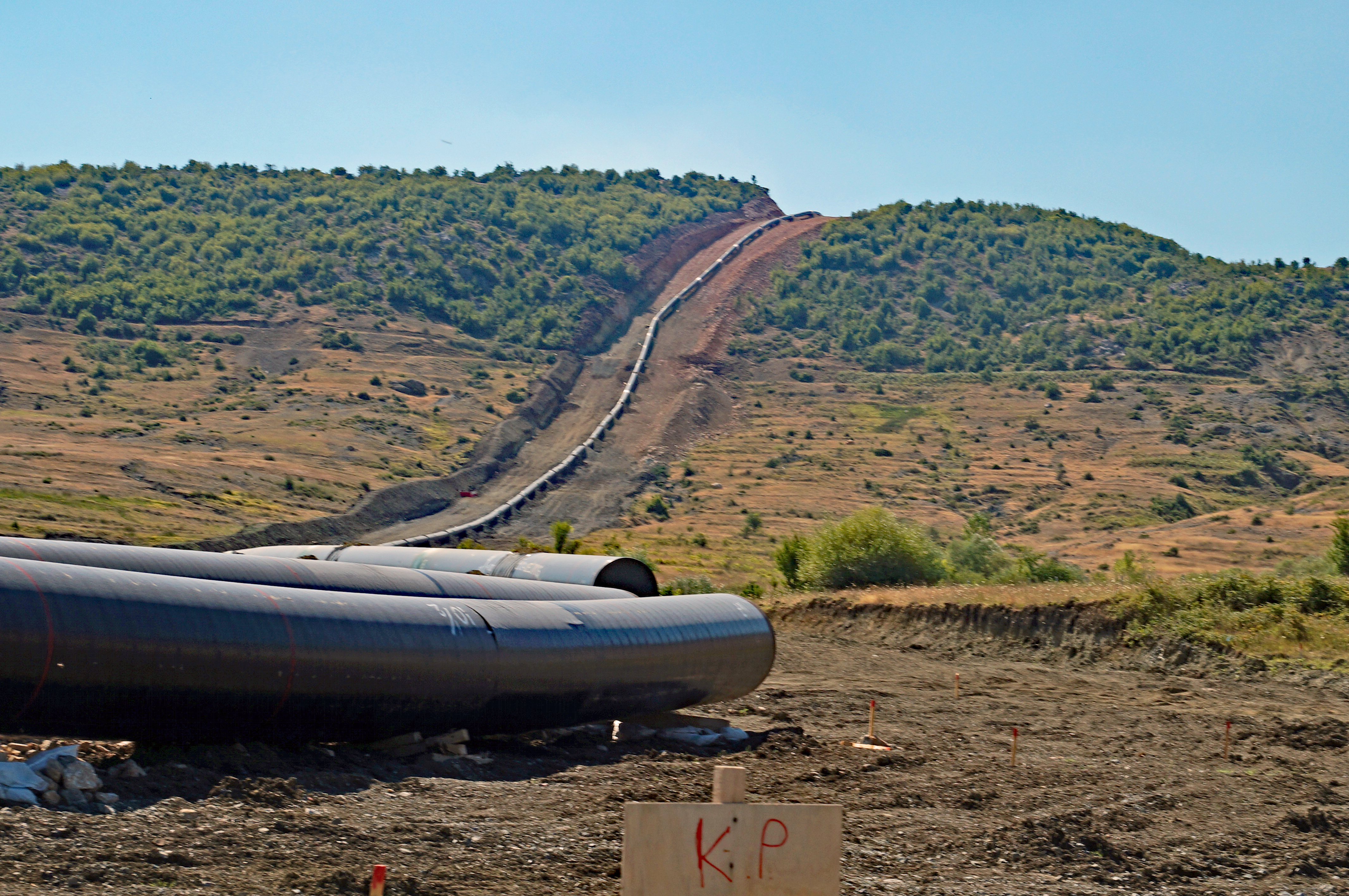
Rörledningen väster om Korçë i Albanien

Trans Adriatic Pipeline är en 878 kilometer lång naturgasledning mellan Grekland och Italien. Den går från Kipoi i Östra Makedonien och Thrakien i Grekland över Fier i Albanien, i Adriatiska havet och till Melendugno i Apulien i Italien. 
Rörledningen började byggas 2016 och sattes i drift 2022. Dess syfte är att transportera naturgas från Azerbajdzjan till södra Europa. Anläggningen har delvis finansierats med medel från Europeiska unionen såsom ett projekt av gemensamt intresse för att öka energisäkerhet och diversifiera gasleveranser till europeiska gasmarknader.
Av rörledningens hela längd på 878 kilometer, ligger 550 kilometer i Grekland, 215 kilometer i Albanien, 105 kilometer i havet och   åtta kilometer i Italien.
Ledningen drivs av det Schweiz-registrerade samriskföretaget Trans Adriadic Pipeline AB, med – sedan 2015 – BP (20%), SOCAR (20%), Snam (20%), Fluxys (19%), Enagás (16%) och Axpo (5%) som delägare.
Rörledningen byggdes för en kapacitet 10 miljarder m3 gas per år, av vilken mängd 8 miljarder m3 var avsedda för Italien, en miljard m3 till Grekland och en miljard m3 till Bulgarien. Det finns en plan att utöka kapaciteten till 20 miljarder m3.